# Archia (Ibleo)
Archia (in greco antico: Αρχίας?, Archĭas), detto araldo Ibleo (Υβλαῖος, Hyblaeus), figlio di Eukles (fl. V-IV secolo a.C.), fu un araldo che partecipò e vinse alle Olimpiadi dell'antica Grecia.
Di lui si ha testimonianza grazie a Giulio Polluce che ne descrisse le gesta.

## Notizie biografiche
La notizia che si possiede su Archia è breve, tuttavia da essa emergono particolari significativi. Anzitutto Archia era un ibleo di Ibla - nel testo greco si sottolinea questo etnónimo con rilevanza - difficilissimo stabilire da quale delle Ible, sorte in terra di Sicilia e abitate dagli autoctoni, egli provenisse. Dato l'arco di tempo in cui si suppone abbia partecipato ai giochi, ovvero a cavallo ta il V e il IV sec. a.C., si tenderebbe a escludere come sua patria Megara Iblea; distrutta in quel frangente (essa sarà ricostruita con l'avvento di Timoleonte), anche se il nome Archia è senza dubbio di origine greca (diversi i personaggi famosi dall'ethnos greco con questo appellativo: Archia di Siracusa, Archita di Taranto, Archimede, ecc...), esso potrebbe essere frutto dei complessi e ancora non perfettamente chiari rapporti di interscambio culturale tra Siculi e Greci, per cui acquisire un nome greco era possibile.
Polluce, vissuto nell'età di Commodo, ricorda che questo Ibleo giunse ai giochi di Olimpia in qualità di araldo: un ruolo molto importante per gli antichi greci; esso doveva possedere una squisita dialettica e polmoni forti, per far sì che tutti potessero udire chiaramente le sue declamazioni; dunque Archia doveva essere un profondo conoscitore della lingua greca. L'Ibleo vinse tre cicli olimpici e vinse anche le Pitiche, cosicché in suo onore nella città di Pito gli fu intitolata una statua con epigramma:
(Epigramma per Archia l'Ibleo)
Archia fu il primo straniero a gareggiare e vincere ad Olimpia; prima di lui solo gli Elei potevano partecipare ai riti sacri compiuti dagli araldi. Archia dunque rappresentò una svolta importante nella storia dei giochi olimpici.